# Qing (Zhou-König)
König Qing von Zhou (chinesisch 周頃王, Pinyin Zhōu Qĭng Wáng; † 613 v. Chr.), persönlicher Name Jī Rénchén, war der neunzehnte König der chinesischen Zhou-Dynastie und der siebte der östlichen Zhou.
Der Sohn von König Xiang von Zhou wurde 618 v. Chr. nach dem Tod seines Vaters König.
König Qing hatte drei Söhne, die Prinzen Ban, Yu und Jizi. Nachdem König Qing im Jahr 613 v. Chr. starb, wurde Bān König Kuang.

## Familie
Söhne:
- Prinz Ban (王子班; gest. 607 v. Chr.), regierte als König Kuang von Zhou von 612–607 v. Chr.
- Prinz Yu (王子瑜; gest. 586 v. Chr.), regierte als König Ding von Zhou von 606–586 v. Chr.
- Prinz Jizi (王子季子; gest. 544 v. Chr.), regierte als Herzog Kang von Liu (劉國) den Staat Liu (劉康公) von 592–544 v. Chr.

## Verweise
1. ↑  Shiji von Sima Qian
2. ↑  Trình Doãn Thắng, Ngô Trâu Cương, Thái Thành (1998), Cố sự Quỳnh Lâm, NXB Thanh Hoá